# Hetényi csata
A hetényi csata, más neveken hetini csata vagy Béga-menti csata 1696. augusztus 26-án zajlott le a délvidéki Hetény falu mellett, Torontál és Temes vármegye határán, a Béga folyó mellett. A Szent Liga szövetségében harcoló Habsburg- és német-római császári haderő az 1696. évi hadjáratban I. Frigyes Ágost szász választófejedelem parancsnoksága alatt az oszmánok által megszállva tartott Temesvár ostromára indult. II. Musztafa szultán vezetésével Belgrád felől erős oszmán felmentő hadhadsereg vonult fel ellenük. A két sereg a Béga folyó mentén, Hetény falu közelében véres ütközetet vívott, amely mindkét fél számára súlyos veszteségekkel járt, és taktikai szempontból eldöntetlenül végződött. Stratégiailag az oszmán sereg hadjárata sikeresnek tekinthető, mivel célját, Temesvár felmentését elérte.
Német nyelvű leírásokban az ütközetet „olási vagy olásini csata” (Schlacht bei Olasch / Olaschin / Ulaş) neveken említik, egy közelebbről nem ismert egykori (elpusztult) Béga-menti helységről, valahol Párdány és Tamásfalva (Hetény) között, a mai szerb–román határ mellett. Reiszig Ede Torontál vármegye községei című művében keletebbre, Csene község (elpusztult elődjének) közelében valószínűsíti a csata helyét, Tamásfalva és Temesvár között, a mai Béga-csatorna partján.

## Előzmények
A Budavár 1686-os visszafoglalásával megindult török-ellenes Habsburg háborúban az 1695. év kudarcokat hozott. A császári haderő legjobb egységei és hadvezérei nyugaton, a rajnai fronton voltak lekötve. A Maros menti császári hadművelet félbeszakadt, II. Musztafa szultán csapatai a lugosi csatában szétverték Veterani tábornagy, erdélyi főparancsnok seregét, Vetarani maga is elesett a harcban, a császári főerő visszavonult egészen Csanádig. Az Udvari Haditanács világosan látta, hogy az 1695-ös kudarcot alapvetően a 25 esztendős fővezér, I. Frigyes Ágost szász választófejedelem (Erős Ágost) tapasztalatlansága és hadvezéri alkalmatlansága idézte elő.
Az 1696 tavaszán tervezett új hadjárat céljaként a császár Temesvár visszavételét jelölte meg. A Haditanács 60 000 főnyi császári hadsereg felállítását határozta el, amelyhez a szövetséges magyarok és horvátok további csapatokat adtak. A had fővezérévé Lipót császár ismét Frigyes Ágostot nevezte ki, mert az ifjú fejedelem 12 000 főnyi szász erősítést ígért a katonákban szűkölködő császárnak. A fiatal fővezér mellé ismét Caprara és Heissler tábornagyokat osztották be tanácsadóként, akárcsak az elmúlt évi hadjáratban.

## A haderők felvonulása
Pénzhiány és elégtelen előkészületek miatt a hadjárat megindítása egyre későbbre tolódott. A császári főerő Buda alatt gyülekezett. Frigyes Ágost fővezér május 25-én szemlélte meg a csapatokat, és elrendelte az indulást. Az igen lassan vonuló hadsereg csak június végén ért Szegedre. Itt június 28-án Frigyes Ágost haditanácsot tartott. Jelentették neki, hogy II. Musztafa szultán hadserege, amely sokkal korábban elindult Konstantinápolyból, már Nišhez érkezett. Az ellenség gyors közeledése miatt a császári tábornokok többsége a haditerv feladását javasolta a fővezérnek.
Frigyes Ágost azonban kitartott az ostrom terve mellett. Egy hadtestet Truchsess altábornagy parancsnoksága alatt a Dunához küldött, hogy biztosítsa a Temesvár felé vonuló sereg hátát. Truchsess harc nélkül megszállta Titelt. Maga Frigyes Ágost 5000 német lovassal és 2000 magyar huszárral személyesen lovagolt Temesvár alá terepszemlét tartani. Július 1-jén a várból kitört különítmény rátámadt a vár körül fürkésző csapatra, de szétverték őket, súlyos veszteségek árán visszahúzódtak a várba. A foglyul ejtett oszmánoktól a fővezér megtudta, hogy a jól felszerelt védősereget 10 000 janicsár katona és arnauta (albán muzulmán) harcos alkotja. A török sereg többi része, a szpáhik kivételével irreguláris harcos volt, beleértve a tatár segédhadakat.
A Titelnél álló Truchsess jelentette, hogy egy oszmán sereg, Dzsafer pasa vezetésével támadásra készül csapatai ellen. A fővezér Heissler altábornagyot néhány ezreddel és nagy mennyiségű hadfelszereléssel Titelbe küldte, Truchsess erősítésére. Ugyanekkor parancsot küldött Bussy-Rabutin tábornoknak, az erdélyi hadak parancsnokának, aki csapataival a Maros bal partján, Dobránál állt, hogy csapataival Aradon át haladéktalanul vonuljon a fősereghez. Bussy-Rabutin erdélyi parancsnoki tisztségét Herbeville tábornok vette át.
A császári főerő csak július közepén ért Temesvár alá. Itt Frigyes Ágost azt a hírt kapta, hogy a szultán 80 000 főnyi serege már megérkezett a Dunához, és Pancsovánál átkelni készül. A fővezér újabb két ezrednyi erősítést küldött Titelbe, Starhemberg tábornok parancsnoksága alatt. Ő maga Temesvár ostromának előkészítését felügyelte. A munkák igen lassan haladtak, az ostromsánc (circumvallatio) építése csak augusztus 3-án kezdődött el, az ostromtüzérség augusztus 14-én kezdte törni a palánkot.
A szultáni főerő Pancsovánál átkelt a Dunán. Augusztus 17-én Starhemberg jelentette, hogy az oszmán folyami flotilla Titelnél sikeres támadást hajtott végre a császári hajók ellen. Augusztus 15-én az oszmán fősereg a Temes folyóhoz ért. Világossá vált, hogy a szultáni had célja valóban Temesvár felmentése.
Az augusztus 19-én tartott haditanácsban Frigyes Ágost az ostrom félbehagyása mellett döntött. Starhemberget a fősereghez való visszatérésre utasította. Az új haditerv szerint a császári főerő Temesvártól dél-délnyugatra a Temes és Béga folyók között megütközik az oszmánokkal, majd folytatja Temesvár ostromát. Frigyes Ágost ezért Párdány irányában (délnyugat felé) haladva a szultáni sereg elé vonult. A magyar huszárokból álló elővéd már augusztus 21-én Németszentmihály térségében harcba keveredett a török lovasság előőrseivel, ezt augusztus 26-án nagyobb lovassági összecsapás követte.
A törökök Párdány és Ittabé (Ittebe) között, a két folyó mocsaras sávjaitól közrefogott, jól védett területen elsáncolták magukat. Frigyes Ágost itt nem kockáztathatott támadást ellenük, ezért átkelt a Bégán, és Heténynél állt meg. Mindkét fél igyekezett a másikat megkerülni és állásaiból kimozdítani. A választófejedelem úgy tervezte, hogy a Titelnél álló Truchsess-hadtestet Nagybecskereken át a fősereg közelébe manőverezteti, majd az egyesített haderővel a szultáni hadsereg oldalába kerülve elvágja azt a Dunától, és belgrádi utánpótlási útvonalától. Musztafa szultán azonban felismerte e szándékot és a szárnyon végrehajtott hadmozdulattal megelőzte a bekerítő manővert.
A törökök a Béga mentén végrehajtott elterelő manőverrel Temesvár felé törtek, mintha a császáriak hátába akarnának kerülni, de valójában ők is Hetényhez vonultak és itt ismét elsáncolták magukat. E hadmozdulattal a szultán hadserege beékelte magát Temesvár és a császáriak közé, sikeresen tehermentesítve a várat. Frigyes Ágost belátta az ostrom újrakezdésének lehetetlenségét. Ennek ellenére ütközetre szánta el magát. Saját arcvonalát megfordította, szembe az ellenséggel. Harcrendjét két vonalban állította fel, az első harcvonal jobb szárnyára saját szász csapatait állította.

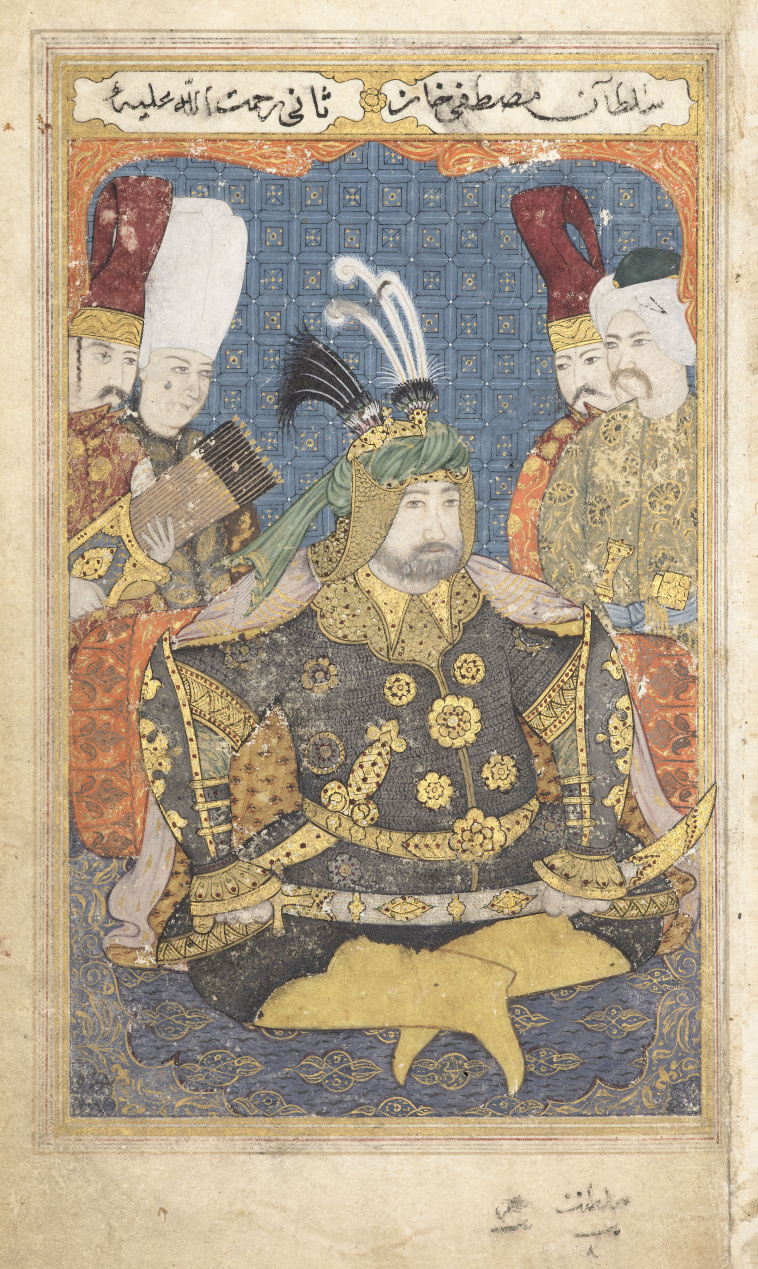
II. Musztafa szultán, teljes fegyverzetben
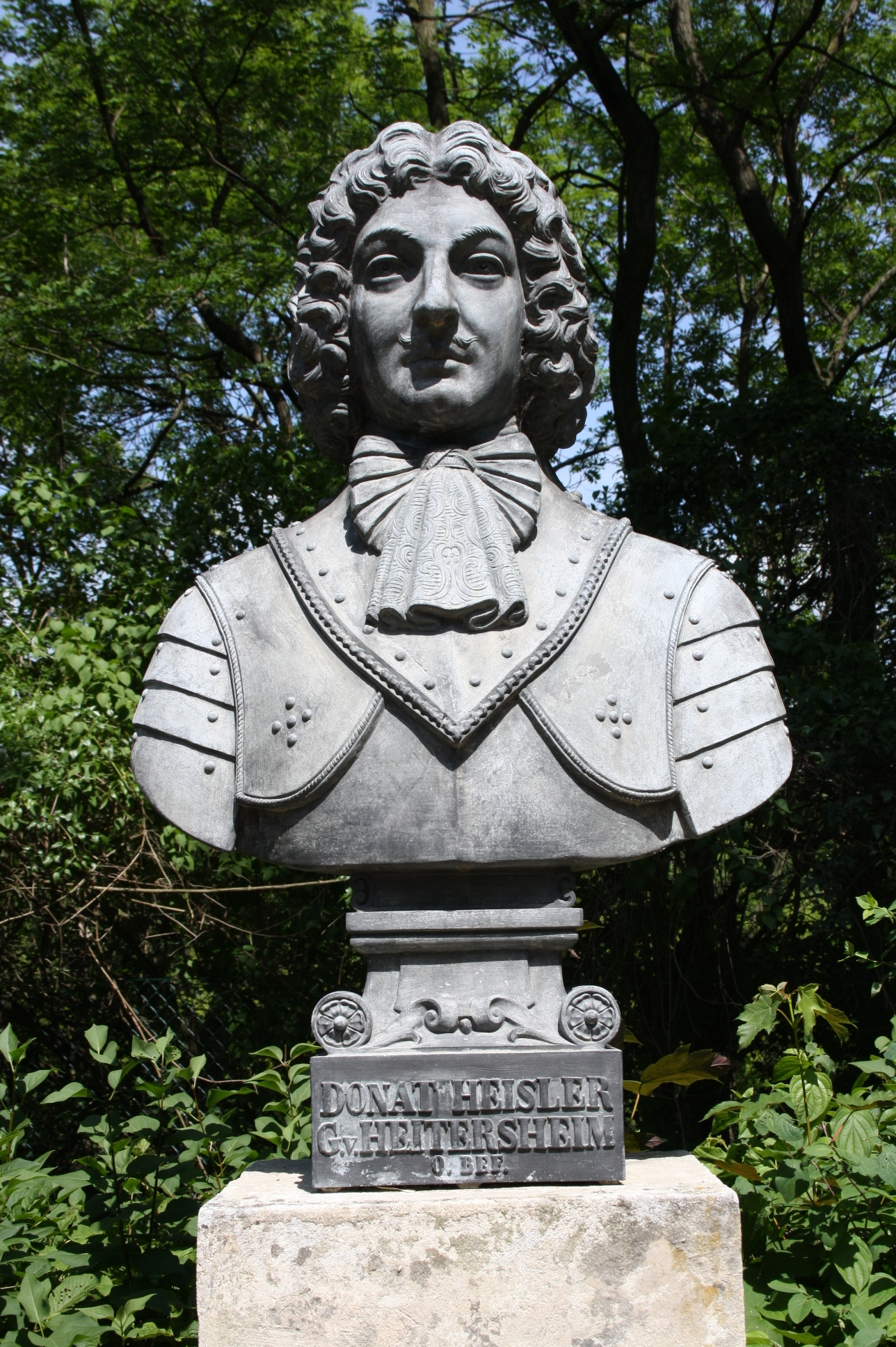
Donat Johann Heißler tábornagy
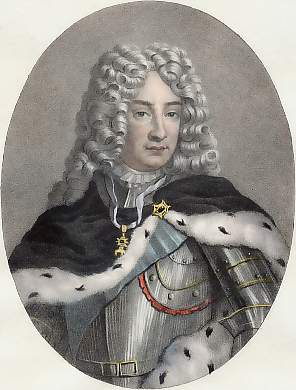
Frigyes Ágost szász választófejedelem
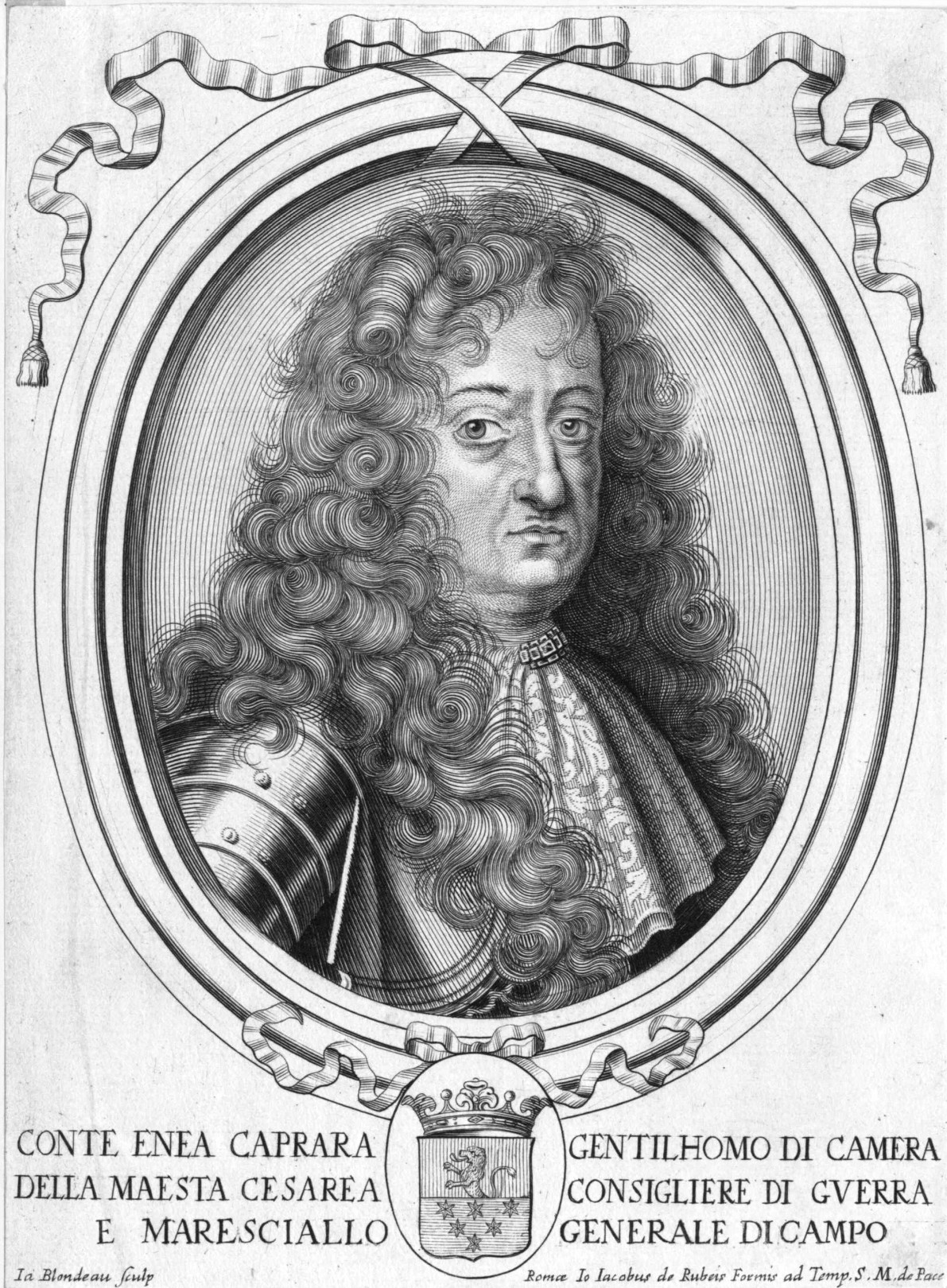
Aeneas Sylvius von Caprara tábornagy
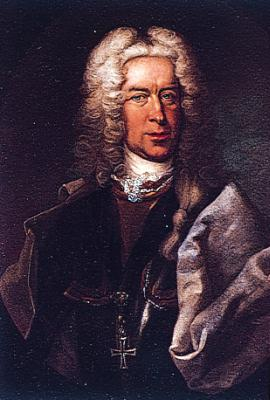
Guido von Starhemberg altábornagy

## A csata lefolyása
A két hadsereg összeütközésére augusztus 26-án délután került sor. Este 6 óra körül a császári jobbszárny a heves tüzérségi tűz ellenére támadásba indult a török sáncok ellen. Musztafa azonban támadásba küldte lovasságát. 12 000 szpáhi rohanta meg az egész arcvonalat. A császáriakat visszavetették, a jobbszárnyon álló szászokat szétszórták. Különösen nagy veszteségeket szenvedett a szász Jordan és Bornstädt zászlóalj.
Ekkor a császári közép lovassága erős ellentámadást hajtott végre, áttörték a török vonalakat, a szultáni lovasságot visszanyomták az erődített táborba. A sáncok közé sikeresen betört császáriak azonban fosztogatni kezdtek, a szpáhik közben rendezték soraikat, és erőteljes támadással kiszorították őket a táborból. A visszaözönlő császári lovasság szétzilálta a mögöttük érkező saját gyalogság sorait is. Veszélyes kavarodás állt elő, amelyet Vaudémont herceg zászlóaljainak gyors beavatkozása hárított el. Ezzel egy időben Heissler tábornagy visszafordította a középhad lovasságát, és újabb rohamra indult velük a szpáhik ellen. A támadás sikerrel járt, de maga Heissler halálos sebet kapott a harcban. (Néhány nappal a csata után halt meg Szegeden).
Heissler elestét látva a szpáhik újabb támadást indítottak a császári közép ellen, ezúttal Polland tábornok egységei léptek véres közelharcba, amelynek során a tábornok életét veszítette. A császári balszárny is harcba lépett, hogy az összeomlott jobbszárny visszavonulását fedezze. A rendezetlen visszaözönlés során a császáriak 24 ágyút hagytak vissza a harcmezőn.
A sötétség beálltával a harc elült. Mindkét fél súlyos veszteségeket szenvedett. Az éjszaka folyamán mindkét hadvezetés rendezte a sorokat, és harcképes állapotba hozta egységeit, az ellenség új támadását várva. Ez nem következett be, mert mindkét hadvezér olyan súlyosnak ítélte saját veszteségeit, hogy egyikük sem kockáztatott támadást.

## A haderők visszavonulása
A rákövetkező éjszakán a szultán megkezdte visszavonulását Pancsova és Belgrád felé. A felmentett Temesvár komoly erősítést és hadianyag-utánpótlást kapott a szultáni főseregtől.
Frigyes Ágost nem kezdte újra Temesvár félbehagyott ostromát. Hadseregével átkelt a Béga folyón. Néhány ezredet erősítésként átadott az erdélyi hadak parancsnokának, Bussy-Rabutin tábornoknak. A fősereggel szeptember 17-én átkelt a Tiszán, Titelnél Truchsess hátrahagyott ezredei is csatlakoztak hozzá. A főparancsnokságot itt Caprara tábornagy vette át, aki Péterváradra vezette a sereget. Maga a választófejedelem Bécsbe utazott.
A eredménytelen hetényi csata után a törökök még ostrom alá vették a Száva bal partján fekvő Szávaszentdemetert (Mitrovicát). A Péterváradon állomásozó Caprara tábornagy Újlaknál (Illok) hidat veretett a Dunán, azon átkelve a város felmentésére indult, de elkésett, a törökök bevették és lerombolták a várost. Caprara serege ezután a Duna mentén Dályára vonult pihenőre, majd onnan október végén Budán át Felső-Magyarországra vonták vissza, téli szállásra.

## Események más hadszíntereken
Az 1696-os balkáni hadjárat más színterein csak kisebb jelentőségű hadi események történtek. Augusztusban Batthyány Ádám horvát bán utasítására Forgách Simon és Keglevich Péter horvát és magyar csapatokkal Banja Luka környékére vonult portyázni és zsákmányolni. A katonák török foglyokat ejtettek, és keresztény rabokat szabadítottak ki.
A dalmáciai hadszíntéren augusztus elején a velenceiek erős hadsereget küldtek ki Ulcinj (olaszul: Dulcigno) bevételére, Delfino tartományi kormányzó (provveditore) parancsnoksága alatt. A velencei had elfoglalta a várost, de az erőd védői kitartottak. Augusztus 26-án Szkutári pasája eredménytelen felmentő támadást intézett az ostromló tábor ellen, de visszaverték, a pasa maga is elesett a harcban. Szeptember 3-án a védők Delfino újabb rohamát is visszaverték. Szeptember 5-én egy újabb erős török felmentő sereg közeledésének hírére a velenceiek feladták az erőd ostromát, és elvonultak, a várost maguk mögött felégetve.
A balkáni háborúval egy időben folyó orosz–török háborúban Péter orosz cár csapatai jelentős győzelmet arattak. Az újonnan felépített orosz hadiflottára támaszkodva a cár elfoglalta a korábban sikertelenül ostromolt azovi erődöt, kijáratot szerezve Oroszországnak a Fekete-tengerhez.

## Következmények
Az ütközet taktikai értelemben eldöntetlenül végződött, mindkét haderő elvonult a csatatérről. Ugyanakkor II. Musztafa szultán sikerrel megtartotta Temesvárt, így hadászati előnyhöz jutott. A bécsi Udvari Haditanács Frigyes Ágostot felelőtlen hadvezetéssel vádolta, a fővezér beosztott tábornokait vádolta parancsszegéssel. A sértődött választófejedelem még 1696 őszén lemondott fővezéri rangjáról, hazautazott, hogy megszerezze magának Lengyelország királyi trónját (1697-ben II. „(Erős)” Ágost néven lépett a lengyel trónra). Új fővezérré a császár a rajnai frontról visszatért Savoyai Jenő herceget nevezte ki.
Későbbi elemzők szerint az 1696-os hadjáratnak kevés esélye volt a sikerre, főleg a fővezér tapasztalatlansága és Caprara tábornagy elégtelen parancsnoki képességei miatt. A rajnai front lekötötte a Habsburg haderő erőinek javát. Lipót császár ezt valószínűleg felmérte, és az 1696-os hadjárat céljaként nem a stratégiailag legfontosabb Belgrád, hanem „csak” Temesvár bevételét tűzte ki. A szegedi haditanácson részt vevő tábornokok – látva a közeledő oszmán felmentő had erejét – még ezt is soknak találták, és igyekeztek visszafordulásra bírni a fővezért. A császáriak szerencséjére az oszmán haderő irányítása is kívánnivalót hagyott maga után, mert Musztafa szultán háttérbe szorította Elmas Mohamed nagyvezírt.
A hadjáratot súlyos késéssel indították el, első perctől kérdéses volt, hogy Temesvárt el lehet-e foglalni még a gyorsan közeledő oszmán felmentő sereg érkezése előtt. Az ostrom folytatása a felmentő sereg és a kitörésre kész erős várőrség közé szorítva viszont kockázatos lett volna. A nyílt csata terve logikus hadvezéri döntésként értékelhető, a biztonságos harctéri győzelemhez viszont hiányoztak a Titelhez küldött ezredek. A szultán megkerülő hadműveletével hadászati sikert ért el, felmentette Temesvárt, elérte, amiért jött. A nehéz helyzetbe jutott császári főerő elleni koncentrált oszmán támadás viszont elmaradt, ez II. Musztafa hadvezéri bizonytalanságát jelzi. Az 1696-os hadjárat egyik félnek sem hozott említésre méltó eredményt. A hadi helyzet változatlan maradt 1697-ig, Savoyai Jenő döntő jelentőségű zentai győzelméig.